# John Rock (científico)
John Rock (24 de marzo de 1890 - 4 de diciembre de 1984) fue uno de los inventores de la píldora anticonceptiva. Era católico, regularmente iba a Misa y tuvo cinco hijos y diecinueve nietos.
En la Escuela Médica de Harvard, enseñó obstetricia y ginecología por más de tres décadas. En la década de 1930, en el Free Hospital for Women, de Brookline, Massachusetts, abrió la primera clínica donde se enseñaba el método Ogino-Knaus. Fue uno de los pioneros de la fecundación in vitro y fue el primero en extraer intacto un óvulo fertilizado, sin embargo su mayor logro fue la píldora anticonceptiva. Sus dos colaboradores, Gregory Goodwin Pincus y Min Chueh Chang, trabajaron en el mecanismo, mientras que él intervino durante las pruebas clínicas.
Creía que la Iglesia católica aprobaría el uso de la píldora anticonceptiva, fundamentándose en la aprobación del método del ritmo en 1951 por el Papa Pío XII. La razón que dio el Papa para su decisión fue que el método del ritmo no mataba el esperma, como un espermicida, ni frustraba el método normal de procreación, como un diafragma; tampoco implicaba la mutilación de órganos, como la esterilización. Así, Rock creía que la píldora debía ser considerada un método natural de control natal. La píldora en parte suprimía la ovulación y la progesterona, del mismo modo que el cuerpo de una mujer suprime la ovulación durante el embarazo.
En 1958, Pío XII aprobó la Píldora para los Católicos, con la condición que sus efectos anticonceptivos fueran "indirectos", es decir, mientras se la utilizara solo como un remedio para males tales como menstruaciones dolorosas o "una enfermedad del útero". Rock promovió el uso de la píldora anticonceptiva para ciclos menstruales irregulares, durante los cuales la píldora sería un método anticonceptivo moral para las mujeres que tendrían dificultades usando el método del ritmo. En parte por este razonamiento se decidió embalar la píldora en una presentación para un ciclo de cuatro semanas, pues si se hubiera elegido un período obviamente artificial se habría perdido su argumento moral que la píldora "regulaba" el ciclo menstrual.
Rock se decepcionó profundamente cuando se publicó la encíclica Humanae vitae de 1968, la cual calificaba de inmorales a los anticonceptivos orales junto con los demás métodos artificiales de control de natalidad.